# Entomobrya washingtonia
Entomobrya washingtonia är en urinsektsart som beskrevs av Mills 1935. Entomobrya washingtonia ingår i släktet Entomobrya och familjen brokhoppstjärtar. Inga underarter finns listade i Catalogue of Life.